# 杂合子
雜合子（英語：heterozygote）又称杂合体、異型合子，是在二倍体生物中，一对同源染色体的特定基因座上，分别有野生型和突变型两个不同的等位基因的细胞或个体。
杂合子是由两个遗传型不同的配子结合形成的合子，故而得名。此处的不同遗传型是指同一位点上的两个等位基因不相同的基因型。在顯性遺傳的原則下，若有一個等位基因屬於顯性，則表現型將以此顯性基因為主。